# Trachelas pacificus
Trachelas pacificus är en spindelart som beskrevs av Chamberlin och Ivie 1935. Trachelas pacificus ingår i släktet Trachelas och familjen flinkspindlar. Inga underarter finns listade i Catalogue of Life.